# 注染
注染（ちゅうせん）とは、布に模様をつける日本の染色技法の一つ。主に手拭に使われる。布の染めない部分に型紙で糊を付け、乾燥後に染める部分に土手を作り、その土手の内側に染料を注いで布を染める。一度に多色を使って染めることができる。染料は布の下側に抜けるため、布の芯まで染まり、裏表なく柄が鮮やかで色褪せしにくいことが特徴とされる。
大阪府堺市で江戸時代初期に確立し、手拭や浴衣などの伝統産業（伝統工芸）で現在も広く使われている。職人が高齢化しつつあるため、堺市が「堺注染職人養成道場」を立ち上げて若手の育成を図っている。